# Bezau
Bezau (in alemanno Bèèza) è un comune austriaco di 2 015 abitanti nel distretto di Bregenz, nel Vorarlberg; ha lo status di comune mercato (Marktgemeinde). È il capoluogo della regione del Bregenzerwald.